# Liste der Kulturdenkmäler in Philippsheim
In der Liste der Kulturdenkmäler in Philippsheim sind alle Kulturdenkmäler der rheinland-pfälzischen Ortsgemeinde Philippsheim aufgeführt. Grundlage ist die Denkmalliste des Landes Rheinland-Pfalz (Stand: 27. Juni 2022).

## Einzeldenkmäler
| Bezeichnung                            | Lage                    | Baujahr         | Beschreibung | Bild |
| -------------------------------------- | ----------------------- | --------------- | --- | ---- |
| Katholische Filialkirche St. Philippus | Ortsstraße 1 Lage       | 18. Jahrhundert | Saalbau, 18. Jahrhundert, Erweiterung bei Wiederaufbau 1947/48                                                                 | BW   |
| Schulhaus                              | Ortsstraße 5 Lage       | 1905            | ehemalige Schule; Rotsandsteinquaderbau, 1905                                                                                  | BW   |
| Bahnwärterhaus                         | Ortsstraße 15 Lage      | um 1871         | Bahnwärterhaus der bis 1871 von der Rheinischen Eisenbahn-Gesellschaft erbauten Eifelbahn                                      | BW   |
| Bahnhof Philippsheim                   | Ortsstraße 29, 29a Lage | um 1871         | Empfangsgebäude mit Nebengebäude (Abort, Tierstall) der bis 1871 von der Rheinischen Eisenbahn-Gesellschaft erbauten Eifelbahn | BW   |